# Muntanyes de Trascău
Les muntanyes Trascău (en romanès: Munții Trascăului) es troben a la serralada Apuseni dels Carpats romanesos occidentals, a Romania.
Les muntanyes Trascău estan travessades per la pintoresca vall del riu Arieș. La cota més alta del massís és el pic Dâmbău, amb 1.369 metres.
El massís té una longitud de 43 quilòmetres del nord-est al sud-oest i una amplada entre 2 a 4 km. El sector nord té una durada de 25 km, des del riu Arieș, a Buru, fins al riu Rimetea, amb els cims més alts (Iaru, Cireșu, Bedeleu, Prislop, Secu, Geamănu, Tarcău, etc.) entre 1.200 i 1.300 metres. El sector mitjà continua fins al riu Galda, amb cims que amb prou feines arriben als 1.100 metres. El sector sud, que conté l'altiplà de Ciumerna (amb una altitud de 1.200 metres) i els cims Dâmbău i Piatra Caprii, desemboca al riu Ampoi.

## Vegeu també

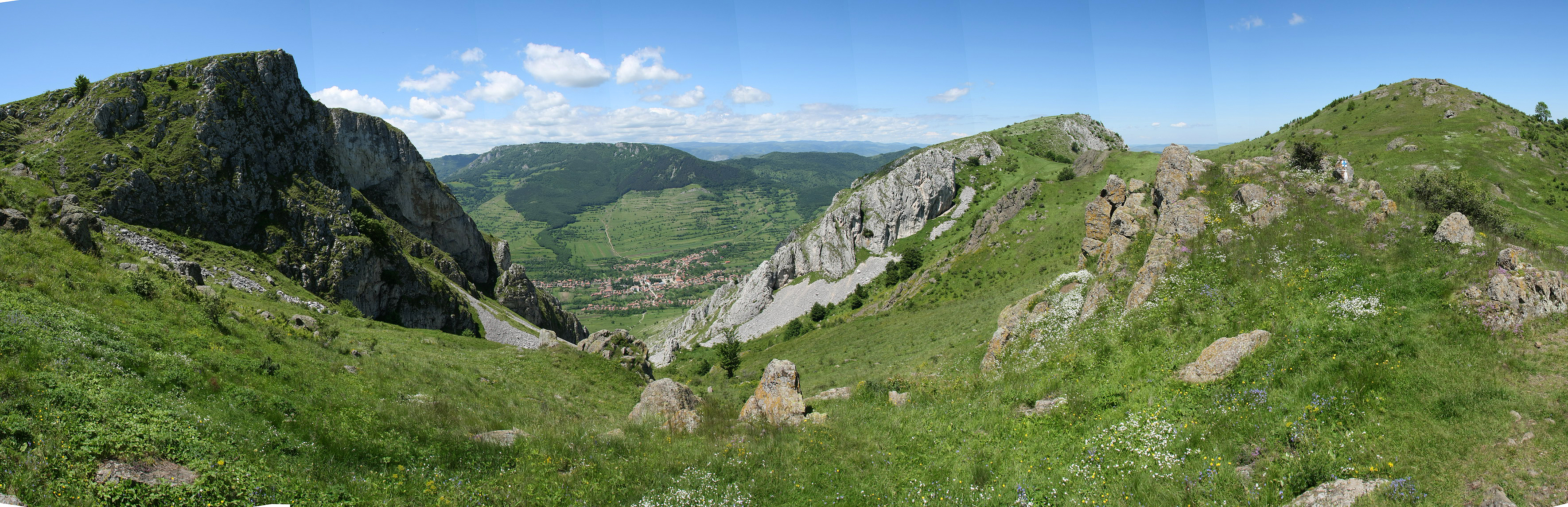
Vista de Rimetea des de Piatra Secuiului

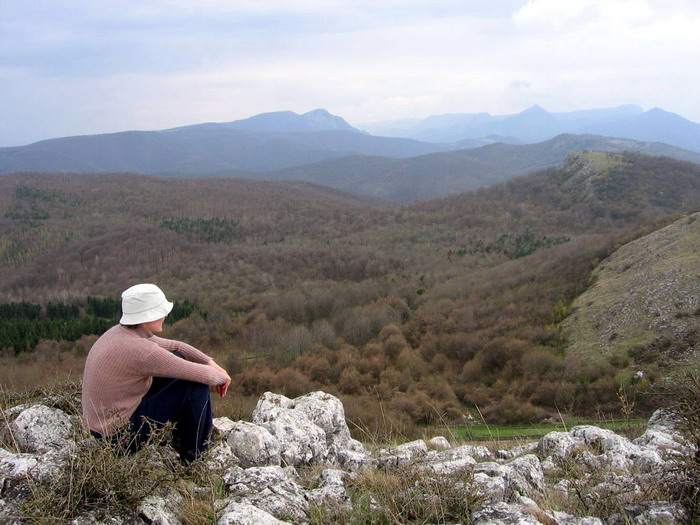
Vista trascau

## Cims
- Dâmbău, 1.369 m
- Piatra Caprii, 1.307 m
- Vârful Ugerului, 1.285 m
- Ardașcheia, 1.250 m
- Vârful Cornu, 1238 m
- Vârful Piatra Ceții, 1.233 m
- Măgulicea, 1.128 m
- Piatra Secuiului, 1.128 m
- Piatra Craivei, 1.078 m